# Kihon
Kihon (基本) es el término que se refiere a una combinación de técnicas ejecutadas a manera de ejercicio. Esto sirve a los practicantes de Artes Marciales Japonesas como el kárate, el jodo, etc. para refinar sus técnicas y mejorar su velocidad y fuerza. 
Las combinaciones suelen ser hechas casi todas las clases y están constituidas en su mayoría de técnicas básicas, como Tsuki (puños), Uke (defensas) y Geri (patadas), aunque también se realizan combinaciones técnicas avanzadas.
La práctica del kihon es fundamental para cualquier karateka, ya que, así como un futbolista practica pases, chutes y dominio del balón en la búsqueda del perfeccionamiento, un karateka realiza kihones en búsqueda de pulir sus técnicas.
Existen dos formas de ejecutar el kihon, en Sotai, es decir, con un compañero o en Tandoku, en solitario. 